# The Gospellers Works
『The Gospellers Works』（ザ・ゴスペラーズ・ワークス）は、2007年11月28日に発売されたゴスペラーズの企画アルバム。

## 概要
- 30thシングルで、バックストリート・ボーイズのHowie D.とコラボレーションした「It Still Matters～愛は眠らない」をはじめ、他アーティストとのコラボレーション楽曲や、コンピレーションアルバムに収録されたカヴァー曲などを収録。
- 未音源化の、三井住友フィナンシャルグループのTVCMソング「Stand By Me」も収録されている。
- 曲順は、発表されたのが新しい順になって遡るように収録されている。

## 収録曲
1. Stand By Me （3:15）
  - Music&Lyrics: Ben E.king、Jerry Leiber、Mike Stoller/編曲: ゴスペラーズ
初出：初収録
原曲はBen E.Kingによる。
このCDにより、初音源化である。
2. It Still Matters〜愛は眠らない （4:24）
  - 作詞・作曲: Howard Dorough、Genzo、Cheryl Yie、安岡優/編曲: K-Muto(SOYSOUL)
初出：同名シングル（2007年10月17日）
30thシングル曲。Backstreet BoysのHowie D.とのコラボレーション曲。
3. 夏のクラクション （4:15）
  - 作詞: 売野雅勇/作曲: 筒美京平/編曲: 井上鑑
初出：『筒美京平 トリビュート the popular music』（2007年7月15日）
原曲は稲垣潤一による。
4. ギタリズム （4:07）
  - 作詞: 加藤登紀子/作曲: 宇佐美秀文/編曲: 島健
初出：『シャントゥーズⅡ ～野ばらの夢～』（加藤登紀子）（2007年5月9日）
村上が、加藤登紀子とデュエットした曲。
5. うつぼかずら （4:16）
  - 作詞: 春嵐/作曲: 浜田省吾/編曲: 水谷公生
初出：『パンと羊とラブレター』（Fairlife）（2007年3月7日）
Fairlifeの曲に、ボーカルゲストとしてゴスペラーズが参加している。
6. 思い込み （6:11）
  - 作詞: 小椋佳/作曲: 星勝/編曲: 笹路正徳
初出：『小椋 佳トリビュート～青春～』（2006年12月6日）
原曲は小椋佳の『夢追い人』に収録。
7. The Longest Time （4:06）
  - Music&Lyrics: Billy Joel/編曲: ゴスペラーズ
初出：『WANNA BE THE PIANO MAN』（2006年11月29日）
原曲はBilly Joel。
8. CHATTANOOGA CHOO CHOO （4:33）
  - Music: Harry Warren/Lyrics: Mack Gordon/Arranged: Shimaken
初出：『Shimaken Super Sessions』（島健）（2006年11月22日）
島健のコラボレーションアルバムに収録。
9. Rebirth （1:39）
  - 作詞: 安岡優/作曲: 北山陽一、多胡淳/編曲: 多胡淳、北山陽一
初出：『エンジェル・ハート ヴォーカルコレクション Vol.1』（2006年6月21日）
北山とTRY-TONEの多胡 淳のユニット、kitago-yamaの楽曲。日本テレビ系のアニメ『エンジェル・ハート』の挿入歌として使用された。
10. 沈まぬ夕陽 （3:17）
  - 作詞: 酒井雄二/作曲: T.MORI/編曲: ajapai
初出：『unaffected』（ajapai）（2006年5月24日）
酒井がajapaiの楽曲にヴォーカルとして参加した楽曲。
11. 満天の星の夜 （4:29）
  - 作詞: 安岡優/作曲: 黒沢薫、妹尾武/編曲: K-Muto(SOYSOUL)
初出：『Love Anthem』（黒沢薫）（2005年10月19日）／『RIMITs　～ベスト・デュエット・ソングス～』（夏川りみ）（2006年3月22日）
ゴスペラーズのオフ期間中の、黒沢のソロ楽曲。夏川りみとデュエットしている。
12. 流星 （6:15）
  - 作詞: 黒沢薫/作曲・編曲: 野崎良太
初出：『CANNIBAL ROCK』（Jazztronik）（2005年8月31日）
黒沢がゲストヴォーカルに招かれた楽曲。
13. タクシーと指輪とレストラン （3:56）
  - 作詞: 安井かずみ/作曲: 加藤和彦
初出：『あの頃、マリー・ローランサン2004 A TRIBUTE TO K.Yasui & K.Kato』（2004年6月2日）
村上がソロで参加している。
14. Dance If You Want It （6:12）
  - 作詞: 久保田利伸/作曲: 久保田利伸、Rod Antoon/
初出：『SOUL TREE～a musical tribute to toshinobu kubota～』（2004年2月25日）
原曲は久保田利伸のシングル曲。ナニワエキスプレスと共演している。
15. Tシャツに口紅 （5:17）
  - 作詞: 松本隆/作曲: 大滝詠一/編曲: 田辺恵二
初出：『SUZUKI MANIA～Masayuki Suzuki Tribute Album～』（2004年2月25日）
原曲はラッツ&スターのシングル曲。
16. スローバラード （5:09）
  - 作詞・作曲: 忌野清志郎・みかん
初出：『"RESPECT!"The 30th anniversary of KIYOSHIRO IMAWANO』（2000年6月14日）
原曲はRCサクセションのヒット曲。
ライブ音源である。
ちなみに初出のCDは生産終了となっている。
17. A HAPPY NEW YEAR （3:11）
  - 作詞・作曲: 松任谷由実/編曲: 北山陽一
初出：『Dear Yuming～荒井由実/松任谷由実カバー・コレクション～』（1999年9月22日）／『What's Cover?』（2002年7月10日）
原曲は松任谷由実による。